# Sünte Marienrode
Sünte Marienrode war ein Benediktinerkloster im niedersächsischen Wietmarschen, Landkreis Grafschaft Bentheim, welches nach dem Dreißigjährigen Krieg als Damenstift weiterbetrieben wurde. Auf dem Gelände sind heute in einem großen Parkareal um die Wallfahrtskirche St. Johannes Apostel vier restaurierte Gebäude des ehemaligen Damenstifts (Auflösung des Stifts 1811), das Stifts- und Wallfahrtsmuseum, eine Lourdes-Grotte und weitere Sehenswürdigkeiten vorhanden. Das Waldgebiet Stiftsbusch, in dem die jährliche Familienwallfahrt stattfindet und welches zwei Kapellen beheimatet, schließt an das Gelände an.

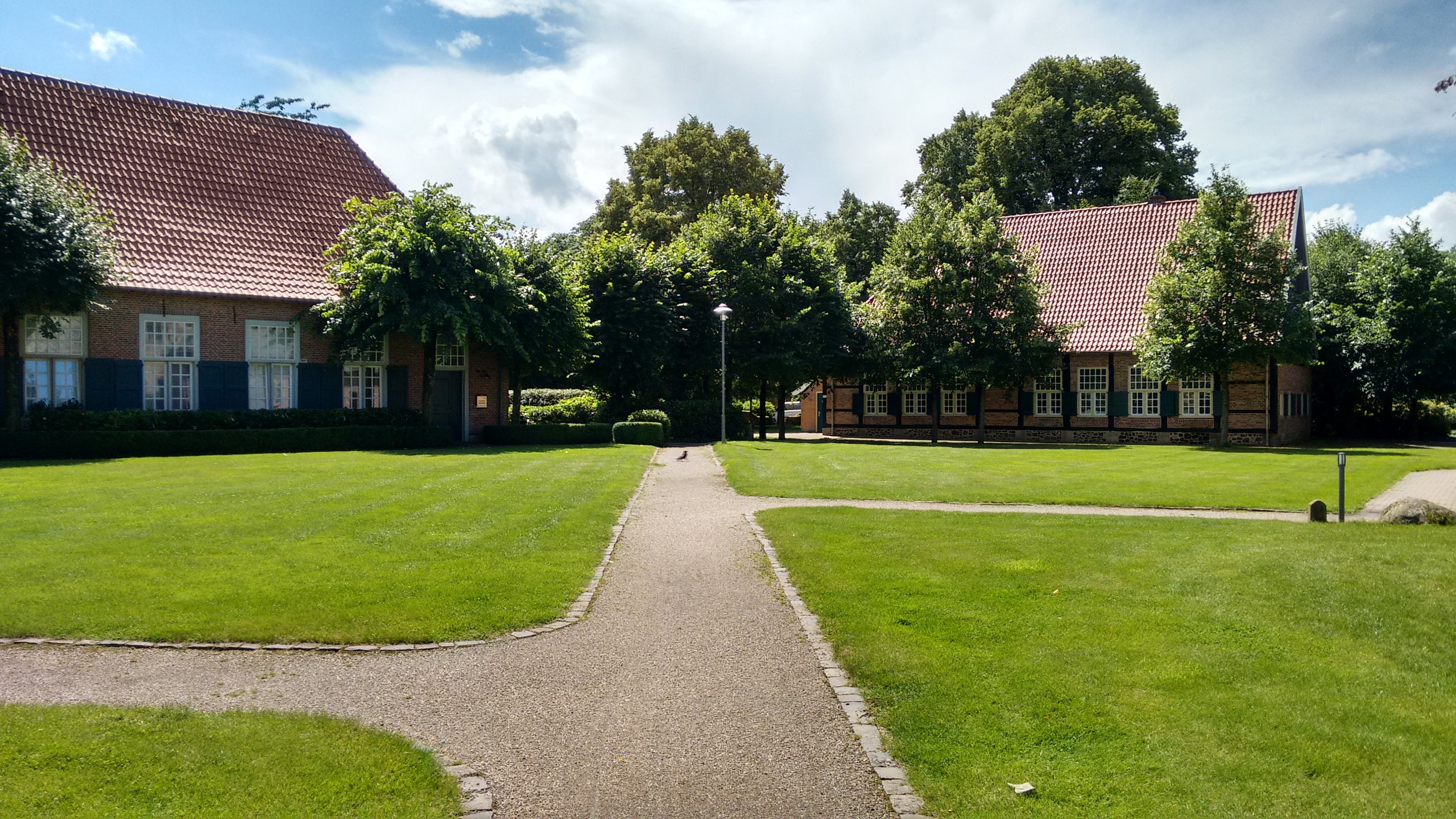
Stift Wietmarschen

## Geschichte

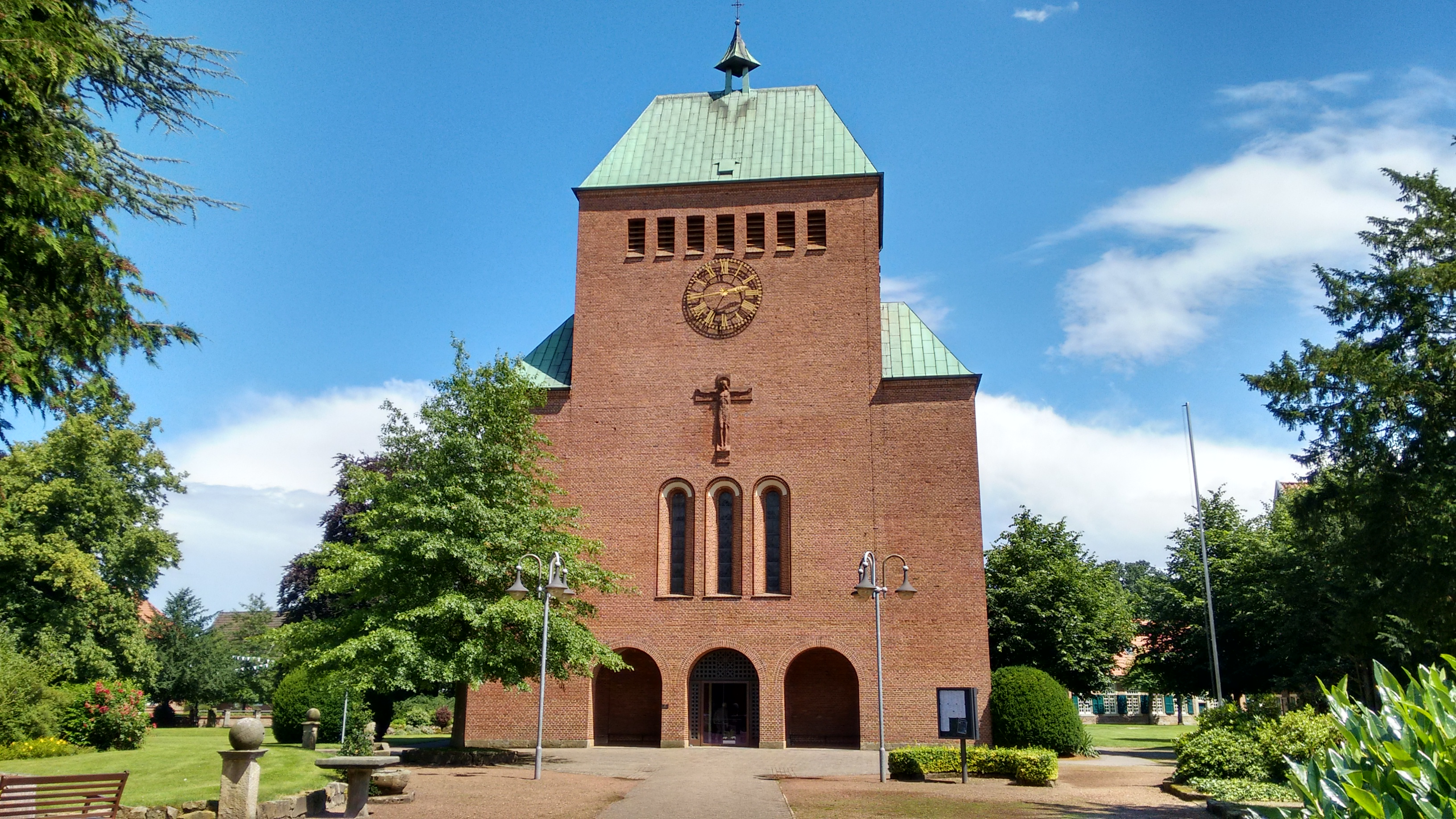
Wallfahrtskirche Wietmarschen

Das Benediktinerkloster Sünte Marienrode wurde 1152 am südlichen Rand des Bourtanger Moors, dem heutigen Wietmarschen, in einer Niederung gegründet. Stiftgeberin war die Gräfin Gertrud von Bentheim. Sie hat – unterstützt durch den gerade zum Bischof von Münster gewählten Friedrich II. von Are – laut einer Überlieferung dem Ritter Hugo von Büren aus dem niederländischen Betuwe und seinen frommen Gefährten die Gründung des Klosters ermöglicht, und zwar zum Seelenheil ihres bereits verstorbenen Mannes Otto II. von Bentheim.
Am 14. September 1152 wählten die Wietmarscher Ursiedler den Mönch Hildebrand aus Utrecht zum ersten Vorsteher. Dieser Tag gilt als Gründungstag für Kloster und Gemeinde. Das Kloster befand sich zunächst im Eigentum der Gräfin Gertrudis von Bentheim. Es wurde aber später dem Bischof von Münster unterstellt. Die Stiftskirche wurde im Jahr 1152 fertiggestellt, allerdings bestand sie damals aus Holz. Das Kloster diente bis ins 13. Jahrhundert als Grablege der Grafen von Bentheim. Es handelte sich um ein Doppelkloster, in dem Mönche und Nonnen lebten. Die zu dem Kloster gehörenden Flächen des Bourtanger Moors wurden von den Mönchen kultiviert.
Nachdem die Mönche im Jahre 1259 nach Utrecht übersiedelten, wurde das Kloster zu einem reinen Frauenkloster. Die erste steinerne Kirche in der zweiten Hälfte des 13. Jahrhunderts wurde im romanischen Stil erbaut. Das Kloster und der Ort Wietmarschen erlebten ihre Blütezeit zwischen 1320 und 1489. Sie erlangten vor allem durch die Muttergottes-Statue Berühmtheit. 1500 wurde die Stiftskirche im gotischen Stil erweitert. 1544 widersetzten sich die Nonnen mit Erfolg der Reformation. 1630 wurde die Kirche noch einmal um 11 Meter verlängert.
Das Kloster Wietmarschen legte im Jahre 1659, nach dem Dreißigjährigen Krieg, die Regeln des Benediktinerordens ab. Ab dem Jahre 1675 wurde das Kloster als freiweltliches Damenstift weiterbetrieben, dessen Vorsteherin nun nicht mehr Priorin, sondern Äbtissin hieß. Nur unverheiratete Frauen oder Witwen aus dem Adelsstand wurden aufgenommen. Nun besserten sich die wirtschaftlichen Verhältnisse in kurzer Zeit: Die viel zu kleine Kirche wurde vergrößert, renoviert und mit einer barocken Innenausstattung versehen, die Stiftshäuser sowie die Waldkapellen wurden errichtet, weitere Siedlerstellen wurden ins Ödland, ja sogar ins Moor, vorgetrieben.
Im Jahre 1811, im Rahmen der Annexion nordwestdeutscher Gebiete ab dem 1. Januar 1811 durch das napoleonische Kaiserreich, wurde das Stift aufgelöst und das Vermögen eingezogen. Aus der einstigen Klosterkirche wurde eine katholische Pfarrkirche. Im 18. und 19. Jahrhundert entwickelten sich neben dem bereits bestehenden Dorfkern Einzelsiedlungen, die vor allem im nördlichen Teil der Gemarkung teilweise bis in das Hochmoorgebiet hineinwuchsen.
Im Jahre 1921 erhob der Bischof von Osnabrück, Wilhelm Berning, das ehemalige Benediktinerkloster zu einem offiziellen Wallfahrtsort. 1927 erfolgte die Fertigstellung des Kirchenbaus der heutigen großen Wallfahrtskirche in Art einer Basilika. Der im nächsten Jahr gebaute 34 Meter hohe Turm bekam im Oktober 1928 seinen Hahn. Am 4. Mai 1933 weihte Bischof Wilhelm Berning die Kirche ein. 1944 wurde die Kirche durch eine Fliegerbombe beschädigt. Die Schäden wurden aber von holländischen Zimmerleuten und sowjetischen Kriegsgefangenen repariert. Im Zuge des wirtschaftlichen Aufschwungs nach dem 2. Weltkrieg wurden die Gebäude des Klosters Wietmarschen rings um die Wallfahrtskirche nach und nach abgerissen. Die Bewohner des „Stiftes“ errichteten sich Eigenheime in den entstehenden neuen Wohngebieten. Gegen Ende der 1970er Jahre haben die politisch Verantwortlichen dann ein Konzept entwickelt, die verbliebenen vier Stiftsgebäude rings um die Kirche vor dem Abriss zu retten und sie nach Restaurierung einer sinnvollen Nutzung zuzuführen.

## Liste der Äbtissinnen
- 1590–1624: Anna von Vifhusen genannt Suverich
- 1658–1679: Anna von Twickel zu Borgbeuningen und Venhaus (* um 1629; † 1679)
- 1679–1710: Margaretha Sibylla von Twickel zu Havixbeck (* 23. Januar 1652, Haus Havixbeck; † 16. März 1710, Wietmarschen)
- 1710–1734: Sophia Elisabeth Bormann genannt von Kessel zu Hovedissen (* um 1672, Gut Hovedissen; † 3. Mai 1734, Wietmarschen)
- 1734–1754: Anna Eleonora Sophia von Herding zu Hiltrup (* um 1696, Haus Herding; † 4. Dezember 1754, Wietmarschen)
- 1755–1774: Isabella Catharina Maria von Herding zu Hiltrup (* um 1706 Haus Herding; † 25. September 1774, Wietmarschen)
- 1774–1787: Wilhelmina Carolina von Höfflinger zu Brückhausen (* um 1733, Haus Brückhausen; † 20. April 1787, Wietmarschen)
- 1787–1811: Maria Alexandrina von Vittinghoff genannt Schell zu Schellenberg (* um 1755, Schloss Schellenberg; † 30. April 1811, Wietmarschen)

## Die Stiftsgebäude
Das Stiftsgelände wurde früher von einer „Gräfte“ (Wassergraben) umgeben. Es war lediglich ein Zugang von Nordwesten vorhanden, der durch ein Torhaus gesichert wurde. Das Torhaus aus Fachwerk mit der Wohnung des einstigen Pförtners fiel einem Brand im Jahr 1927 zum Opfer. Die Brückenanlage aus Sandstein ist noch vorhanden, der Wassergraben ist hingegen längst verschwunden.
Um die Stiftskirche im Zentrum bestand die Anlage des freiweltlichen Damenstifts aus einem Wirtschaftshof sowie den Wohnungen der Stiftsdamen. Die früheren Wirtschaftsgebäude sind leider nicht mehr erhalten. Es waren ein „Bauhaus“ für das Vieh, ein Dreschhaus und weitere Nebengebäude größtenteils aus der Barockzeit vorhanden. Sie wurden im Laufe des 20. Jahrhunderts nach und nach abgerissen.

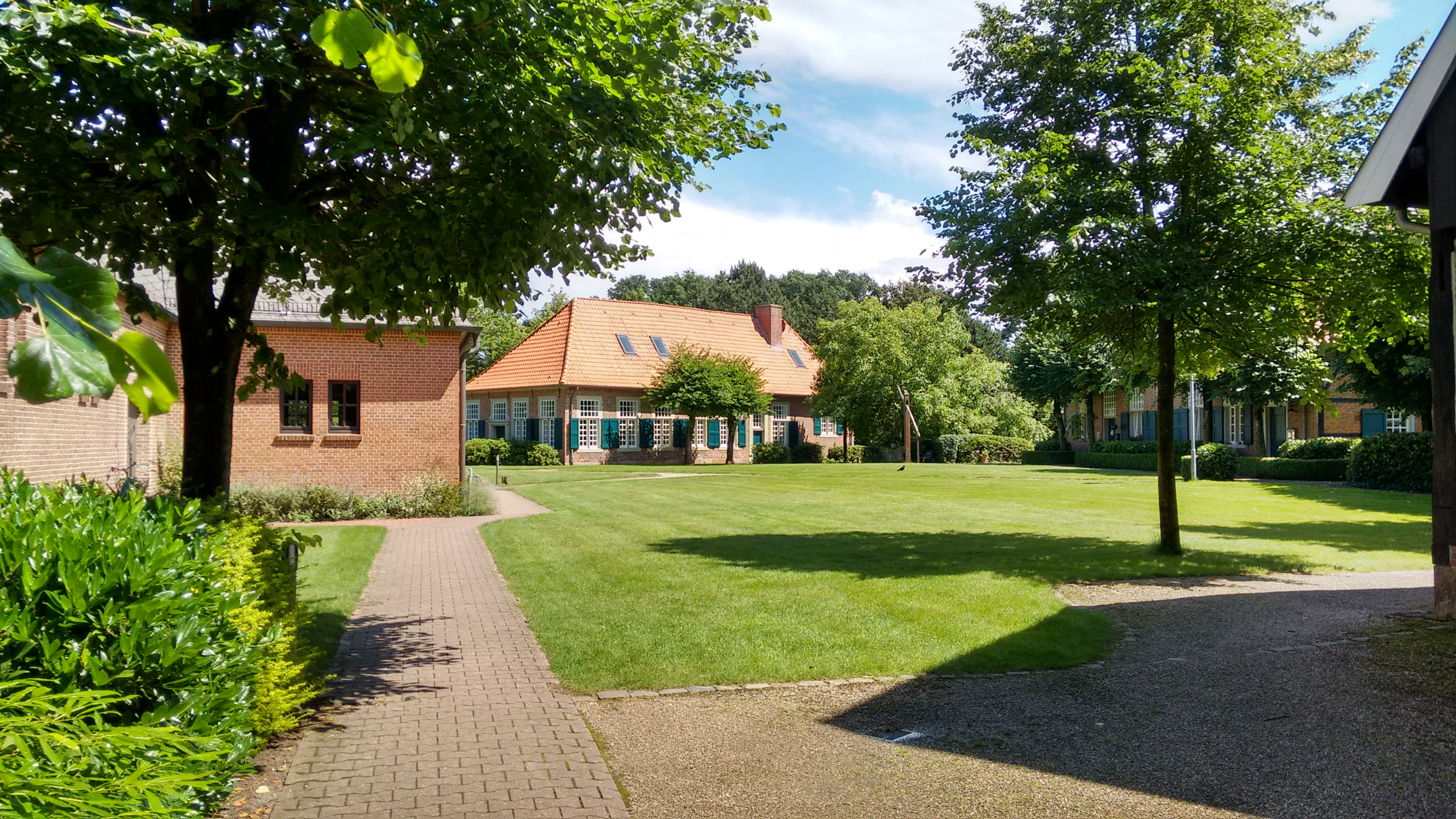
„Bleeke“ (im Hintergrund das Äbtissinnenhaus)

Die Stiftsdamen lebten in der Barockzeit, anders als die Mönche und Nonnen vorher, in eigenen Wohnhäusern und nicht mehr in klösterlicher Gemeinschaft unter einem Dach. Sie errichteten daher im 17. Jahrhundert eigene Wohnhäuser, die um einen großen Platz im Süden der Kirche angeordnet sind. Es ist die Grundform eines mittelalterlichen Kreuzgangs erkennbar. Da der Platz später als Bleichwiese genutzt wurde, wird er auch „Bleeke“ (plattdeutsch) genannt.
Von diesen Häusern sind heute noch vier erhalten. In den Jahren 1981 bis 1990 wurden diese Gebäude im Auftrag der Gemeinde Wietmarschen von der Architektin Petra Berning aus Lingen stilvoll restauriert. Bei der Restaurierung wurde die vorhandene historische Bausubstanz weitgehend erhalten.

### Äbtissinnenhaus

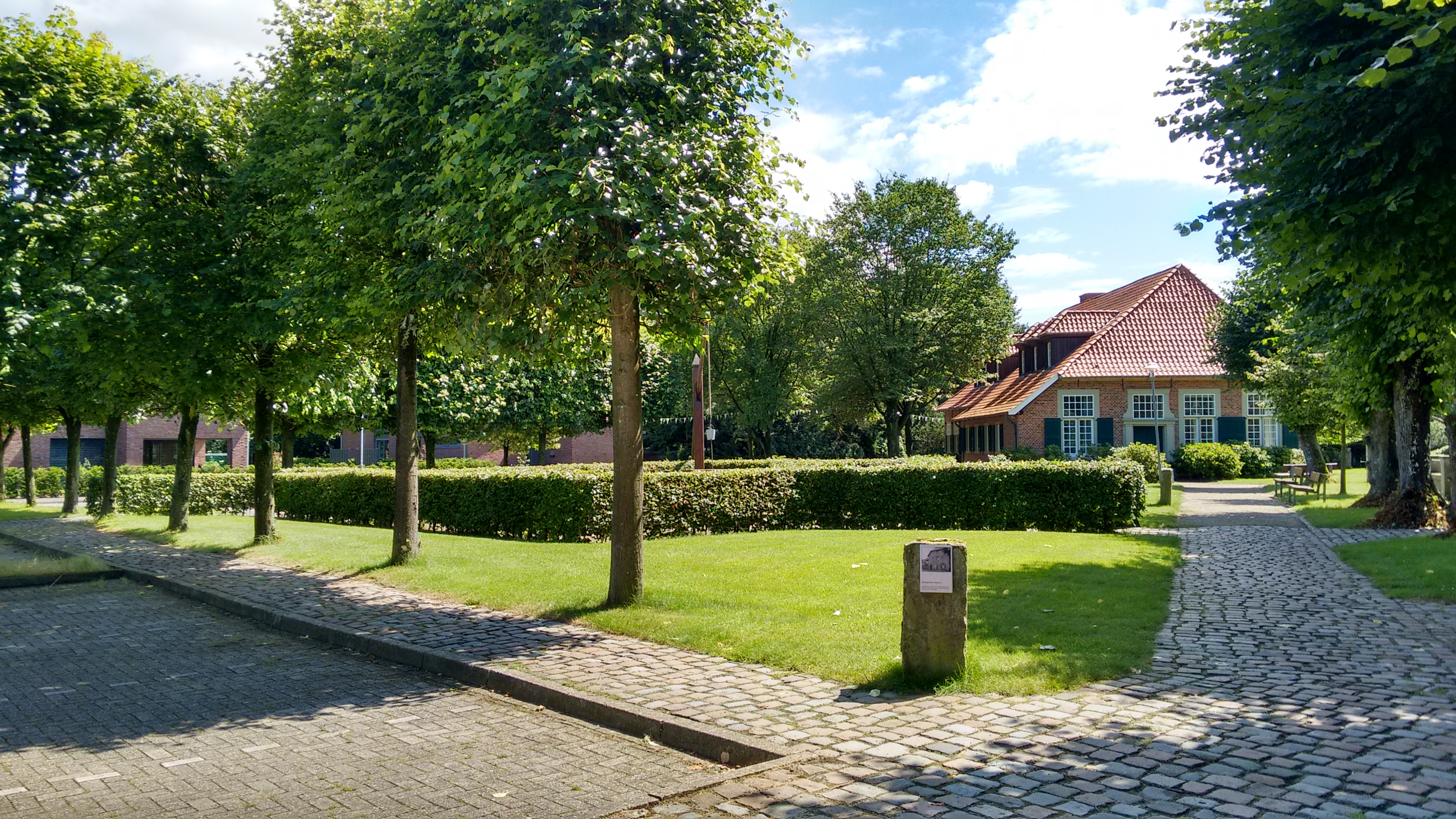
Äbtissinnenhaus

Dieses aus massiven Backstein erbaute Gebäude im Osten des Stiftsbereichs weist mit den großen, hohen Sprossenfenstern und dem steilen Walmdach typische Elemente eines vornehmen Hauses im Barockstil auf. Es trägt das Wappen der 1679 verstorbenen Äbtissin Margaretha Benedikta Droste aus dem Hause Hülshoff.
Heute ist in dem Gebäude das Gemeindezentrum der katholischen Kirchengemeinde Wietmarschen untergebracht, in dem viele unterschiedliche Veranstaltungen stattfinden.

### Verwalterhaus

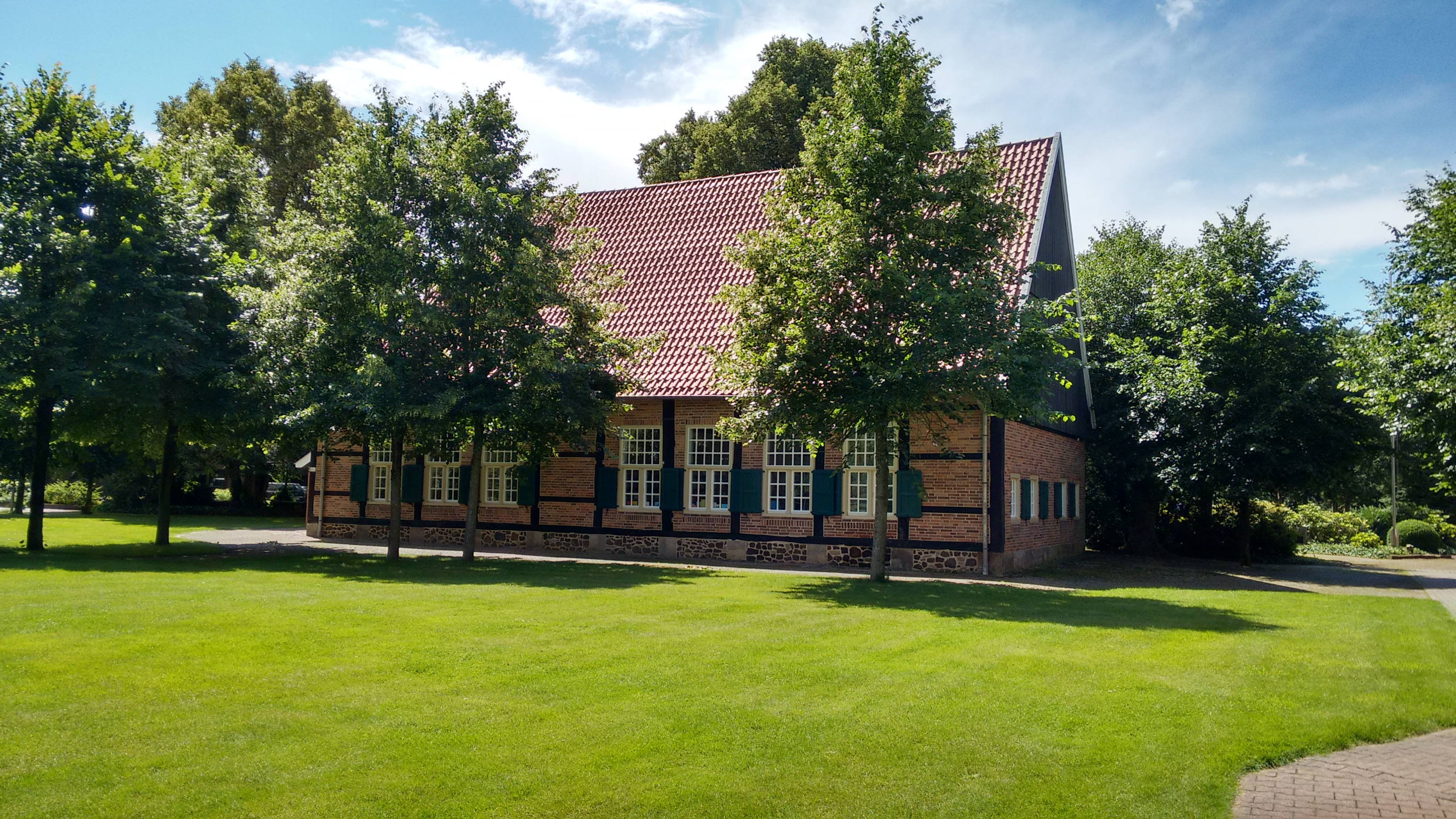
Verwalterhaus

Im Westen der Anlage befindet sich das Verwalterhaus. Der Überlieferung nach wohnten in diesem Gebäude die Stellvertreterin der Äbtissin sowie der Amtmann des Stiftes. Auffällig bei diesem Gebäude ist der Sockel aus Raseneisensteinen, die in der Region häufig vorkommen und früher in der Alexishütte, einer örtlichen Eisenhütte, zu Eisen verarbeitet wurden. Das Haus aus der Barockzeit ist aus Fachwerk errichtet und hat einen rückwärtigen Anbau. Ein in diesem Anbau eingebauter Eisenbalken zeigt die Jahresangabe 1618 sowie das Wappen und die Initialen der Stiftsdame Anna von Viefhues und stammt aus einem früheren Wirtschaftsgebäude. Bei einem Umbau wurde später die Jahreszahl 1732 hinzugefügt. Bis 1815 war dieses Gebäude mit einem überdachten Gang mit der Kirche verbunden, um den Stiftsdamen einen trockenen Weg in das Gotteshaus zu ermöglichen.
Heute befinden sich im Verwalterhaus die Pfarrbücherei und das Stifts- und Wallfahrtsmuseum, in dem wertvolle Kunstwerke, Dokumente und Erinnerungsstücke aus der früheren Stiftskirche und dem Nachlass der Stiftsdamen gezeigt werden. Das Museum wird vom Heimatverein Wietmarschen betrieben. Im Jahr 2018 sind folgende Öffnungszeiten vorgesehen: Das Museum wird in den Marienmonaten Mai und Oktober an allen Sonn- und Feiertagen in der Zeit von 14.00 bis 18.00 Uhr und an allen Dienstagen in der Zeit von 14.00 bis 16.00 Uhr öffnen. In den Monaten Juni bis September ist es jeweils am ersten Sonntag in der Zeit von 14.00 Uhr bis 18.00 Uhr geöffnet. Eröffnet wird die Ausstellung am Wallfahrtssonntag, den 06.05. nach der Wallfahrt. An diesem Tag werden auch zusätzliche Votivgaben aus der „alten“ Marienkapelle zu sehen sein. Der Eintritt ist frei. Der Heimatverein bietet zudem auf Anfrage Führungen durch das Museum an.

### Stiftsdamenhaus

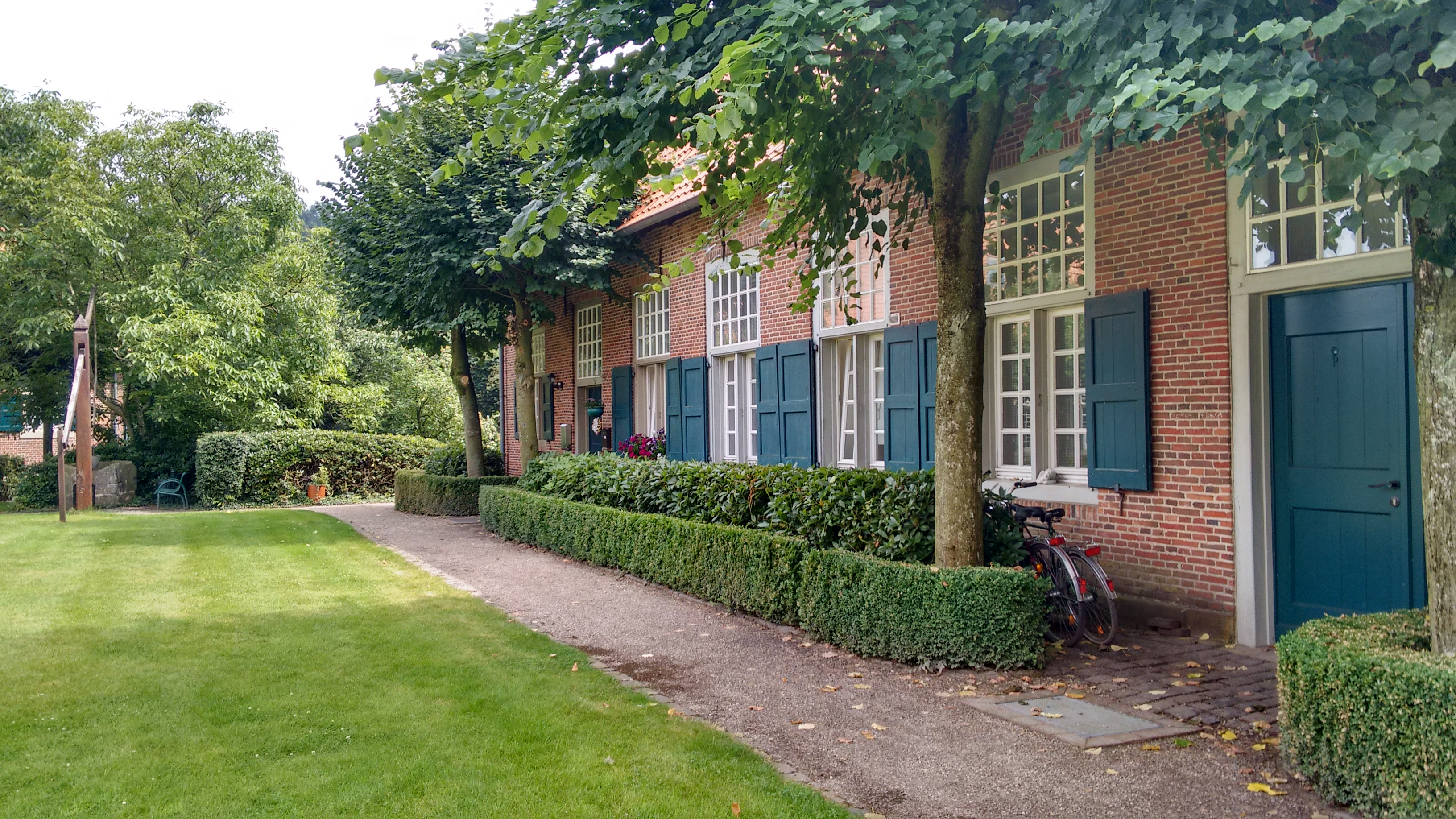
Stiftsdamenhaus

In diesem Gebäude zwischen Äbtissinnenhaus und Verwalterhaus auf der Südseite der „Bleeke“ lebten früher weitere Stiftsdamen. Es ist ganz aus Fachwerk erbaut, zeigt aber ansonsten ähnliche Stilmerkmale wie das Äbtissinnenhaus.
Es wurde in den 1980er Jahren zu vier Altenwohnungen umgestaltet. Besonders um das Stiftsdamenhaus sind großzügige Gartenanlagen vorhanden, die vielleicht noch auf den Küchengarten des Klosters zurückgehen. Viele Buchsbaumhecken, alte Obstbäume und Sandsteinbrunnen machen den Charakter der Anlage aus.

### Gesindehaus

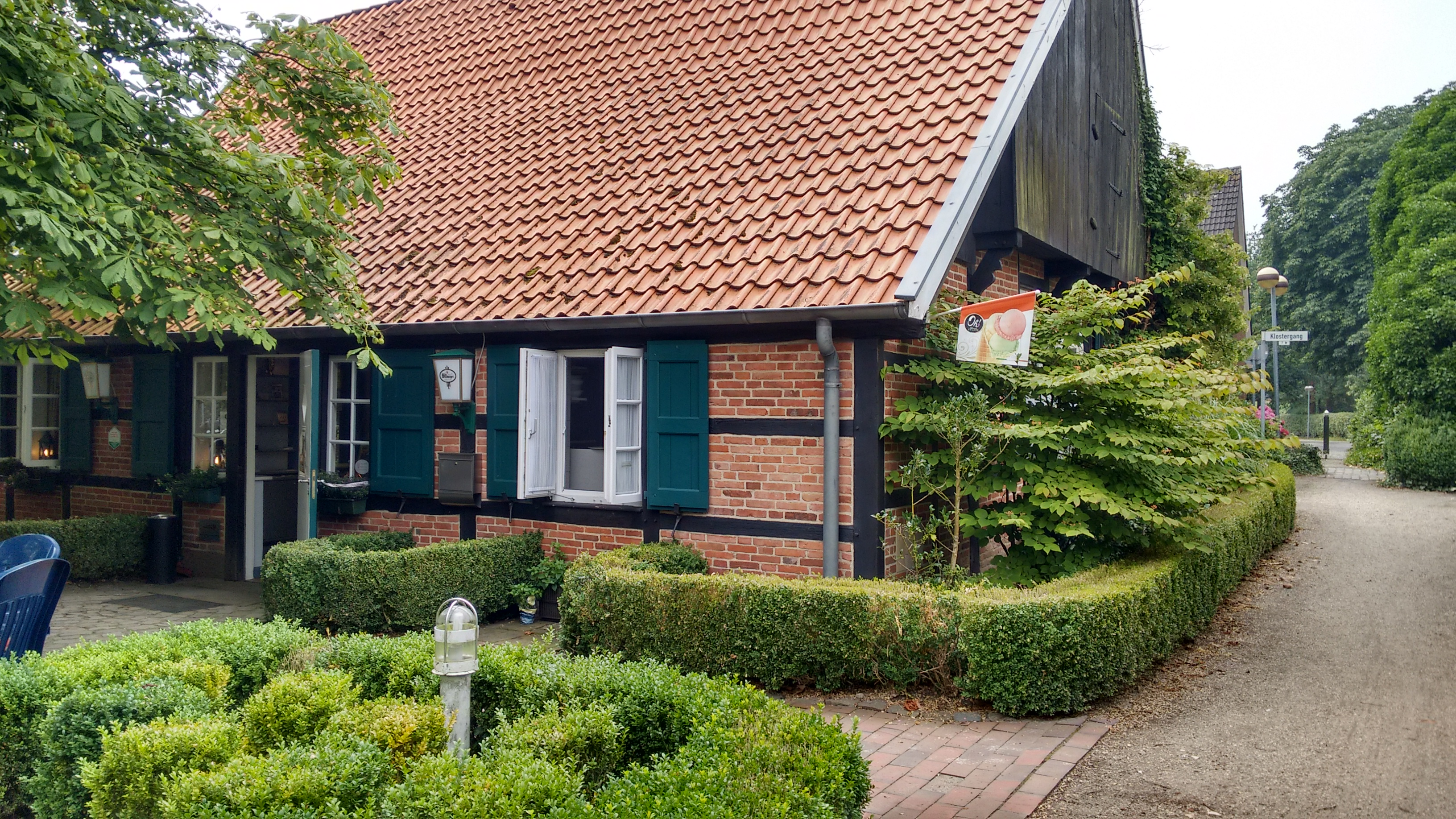
Gesindehaus

Südlich des Stiftsdamenhauses befindet sich das Gesindehaus. Es ist das kleinste der erhaltenen Gebäude. In dem Fachwerkhaus waren früher die Bediensteten des Stifts untergebracht. Im Inneren wurden die alte Küche und die Upkamer instand gesetzt. Auch einige Nebengebäude sind noch vorhanden. Ein altes Backhaus, das gelegentlich vom Heimatverein in seiner Funktion gezeigt wird, und ein Bienenhaus, das auf die bis nach dem Zweiten Weltkrieg weit verbreitete Imkerei auf den großen Heideflächen der Gemeinde verweisen soll, können neben dem Gesindehaus betrachtet werden.
Im Gesindehaus ist heute das Stiftscafé untergebracht.

## Lourdes-Grotte

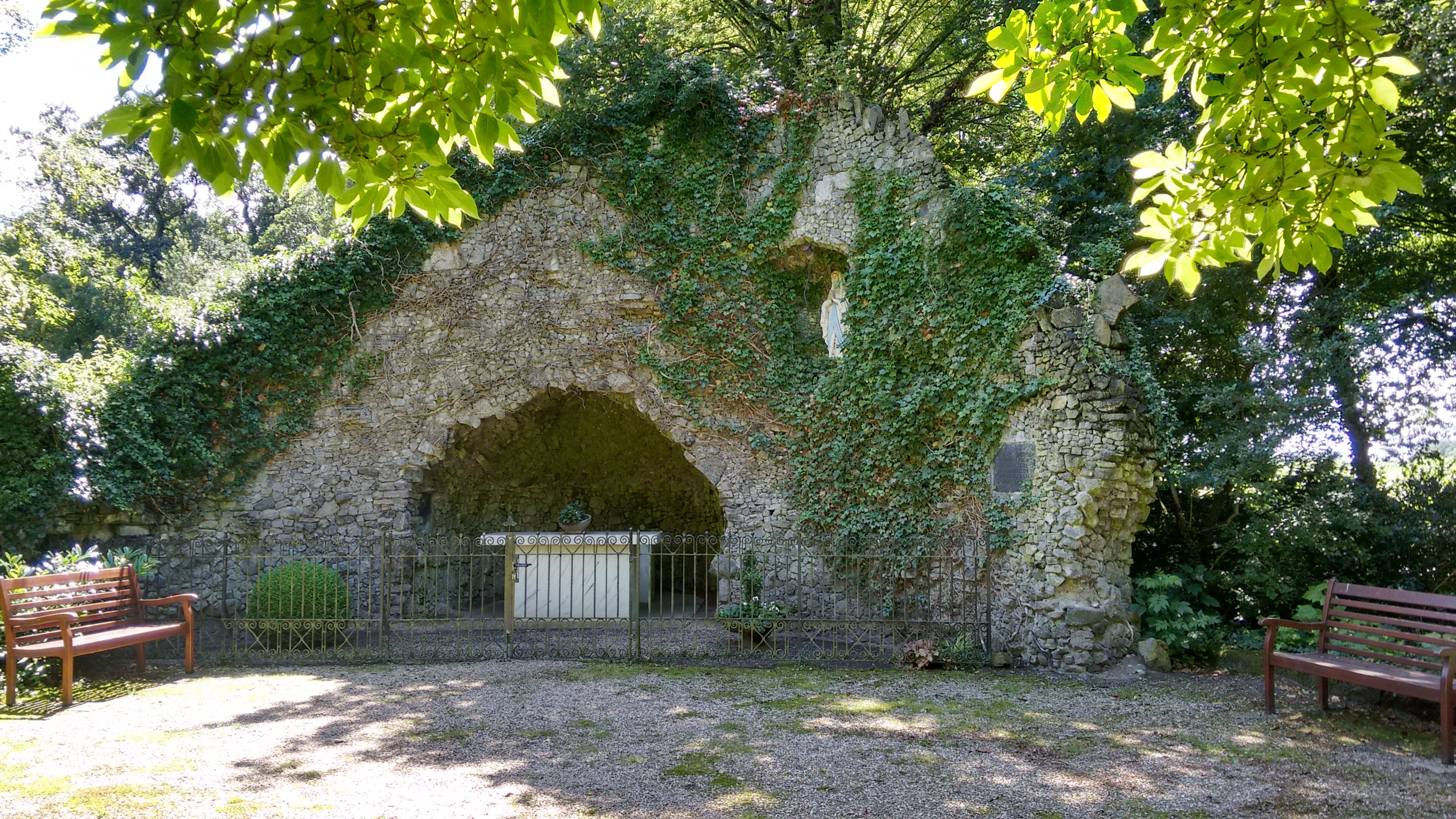
Lourdes-Grotte in Wietmarschen

Auf dem alten Friedhofsgelände südwestlich der Wallfahrtskirche ist die große Lourdes-Grotte zu finden. Diese wurde nach dem Zweiten Weltkrieg gestiftet. Es ist die Marienerscheinung in der Grotte von Massabielle bei Lourdes im Süden von Frankreich dargestellt. Im Jahre 1858 erschien dort der 14-jährigen Müllerstochter Bernadette Soubirous die Muttergottes. Nach der Aussage des Mädchens glich sie einer wunderschönen Frau. Lourdes ist heute einer der wichtigsten Wallfahrtsorte der Christenheit. In vielen Orten sind Nachbildungen der Marienerscheinung vorhanden. Die Lourdes-Grotte in Wietmarschen weist auf die weltweite Verehrung Mariens an zahllosen Wallfahrtsorten hin.

## Weitere Sehenswürdigkeiten auf dem ehemaligen Stiftsgelände
Der Wietmarscher Friedhof befand sich ursprünglich auf der Nordseite der Kirche. Einige noch erhaltene Priestergräber erinnern daran. Mehrere sandsteinerne Grabplatten von früheren Stiftsdamen befinden sich an der Nordseite des Chores. Auf diesen sind die Namen und Wappen der Damen zu finden. An den Orten auf dem Gelände, an denen früher Stiftsgebäude standen wie der alte freistehende Glockenturm oder der Kornspeicher, stehen Hinweistafeln. Der alte Friedhof südwestlich der Kirche ist heute in großzügige Grünanlagen eingebettet. Weiterhin ist westlich dieses Geländes ein Erinnerungsdenkmal für Opfer von Krieg und Gewalt zu sehen. In der Kapelle ist die Nachbildung einer Pieta aus der Barockzeit vorhanden. Das Original befindet sich im Stiftsmuseum im Verwalterhaus.
Auf dem Weg zur Wallfahrtskirche sind zudem eine Reihe von Sandsteinmonumenten aufgestellt, die wichtige Stationen aus der Geschichte von Kloster und Stift markieren. Beispielsweise sind ein Sarkophag aus dem 13. Jahrhundert und ein Teil eines Taufsteins aus der Zeit der Spätgotik zu finden. Außerdem befindet sich dort die 9. und letzte Station des Glaubenswegs. Das ehemalige Stiftsgelände lädt zum Verweilen und Erkunden ein.

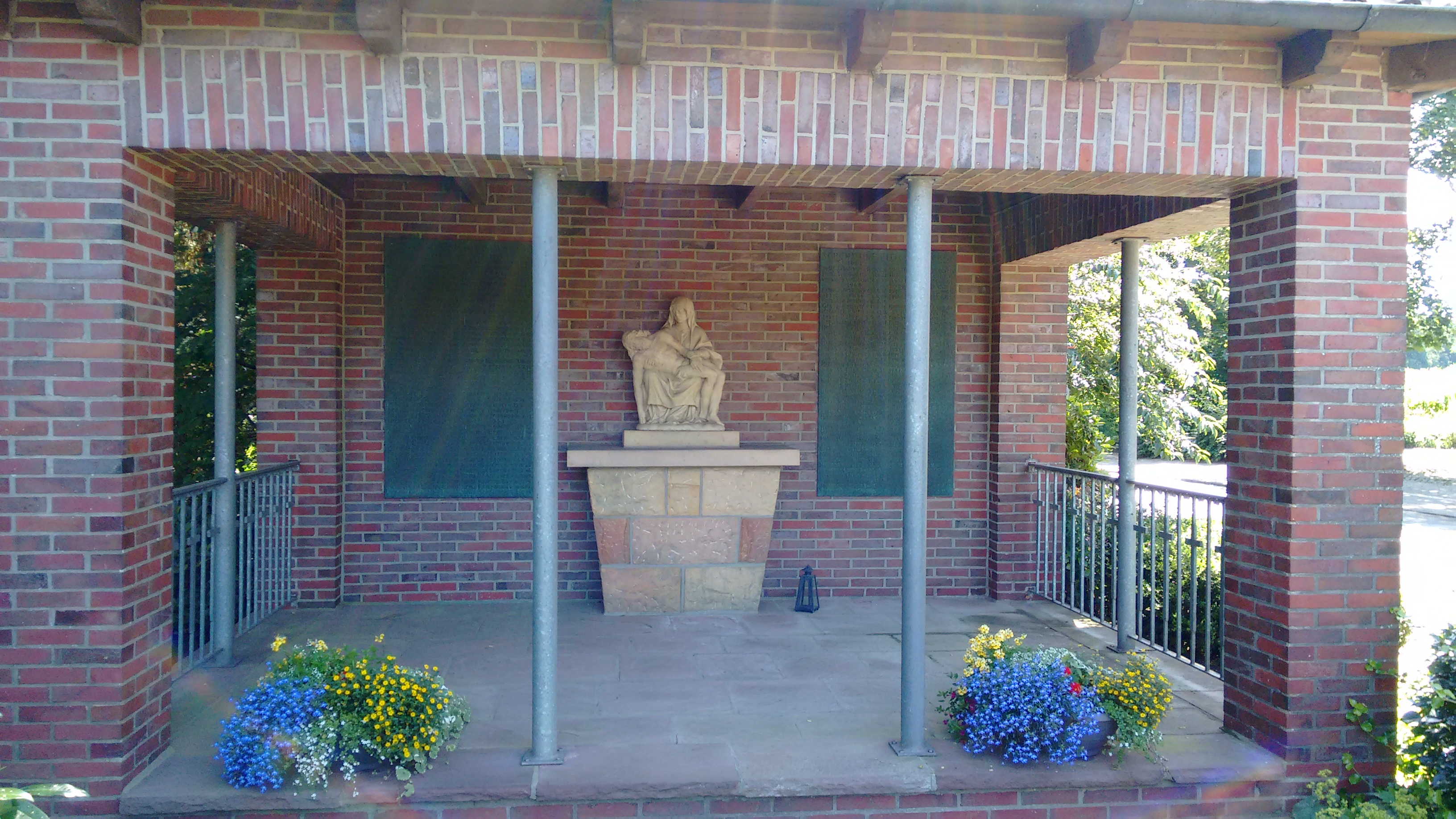
Erinnerungsdenkmal
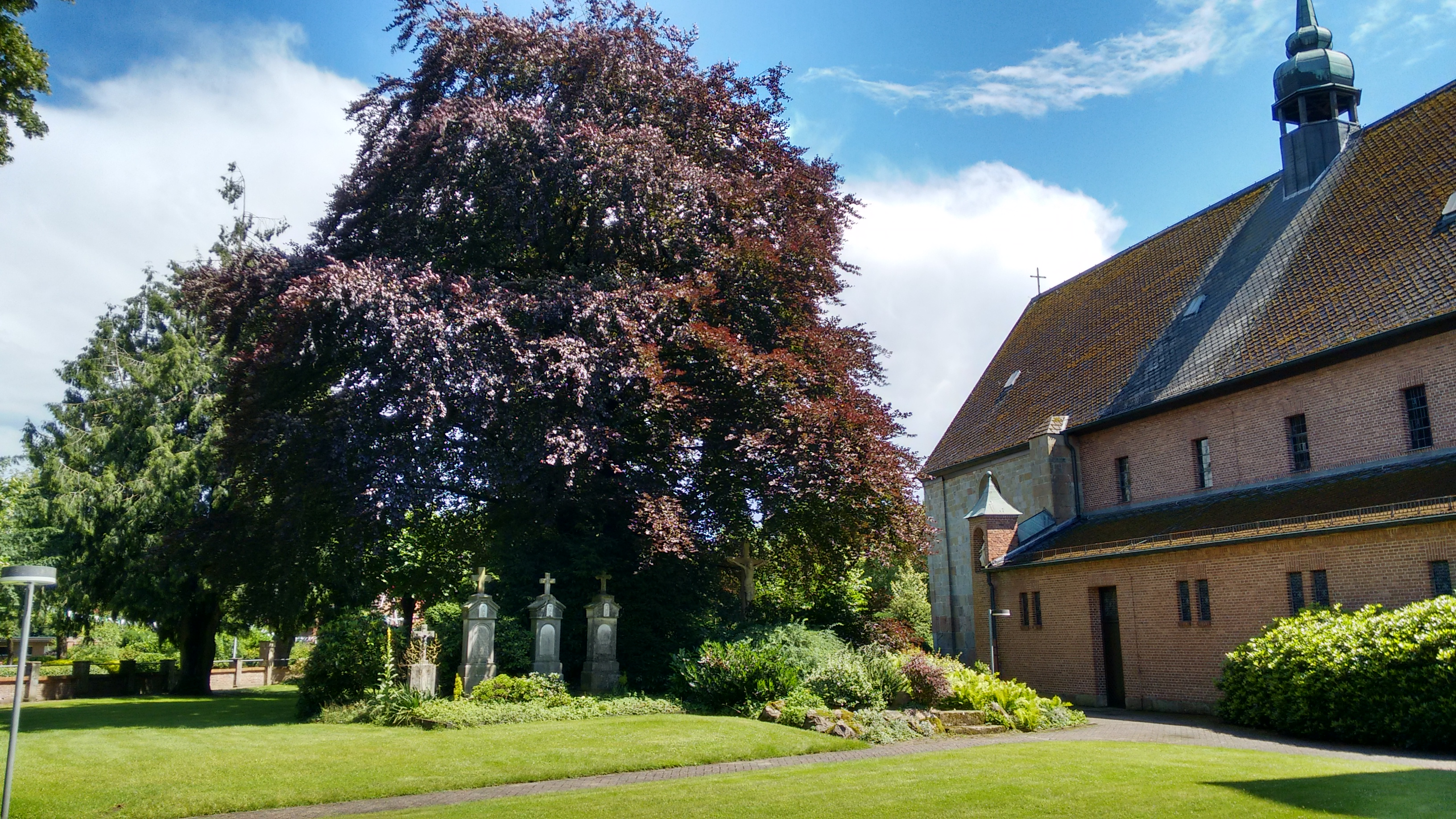
Ehemaliger Friedhof
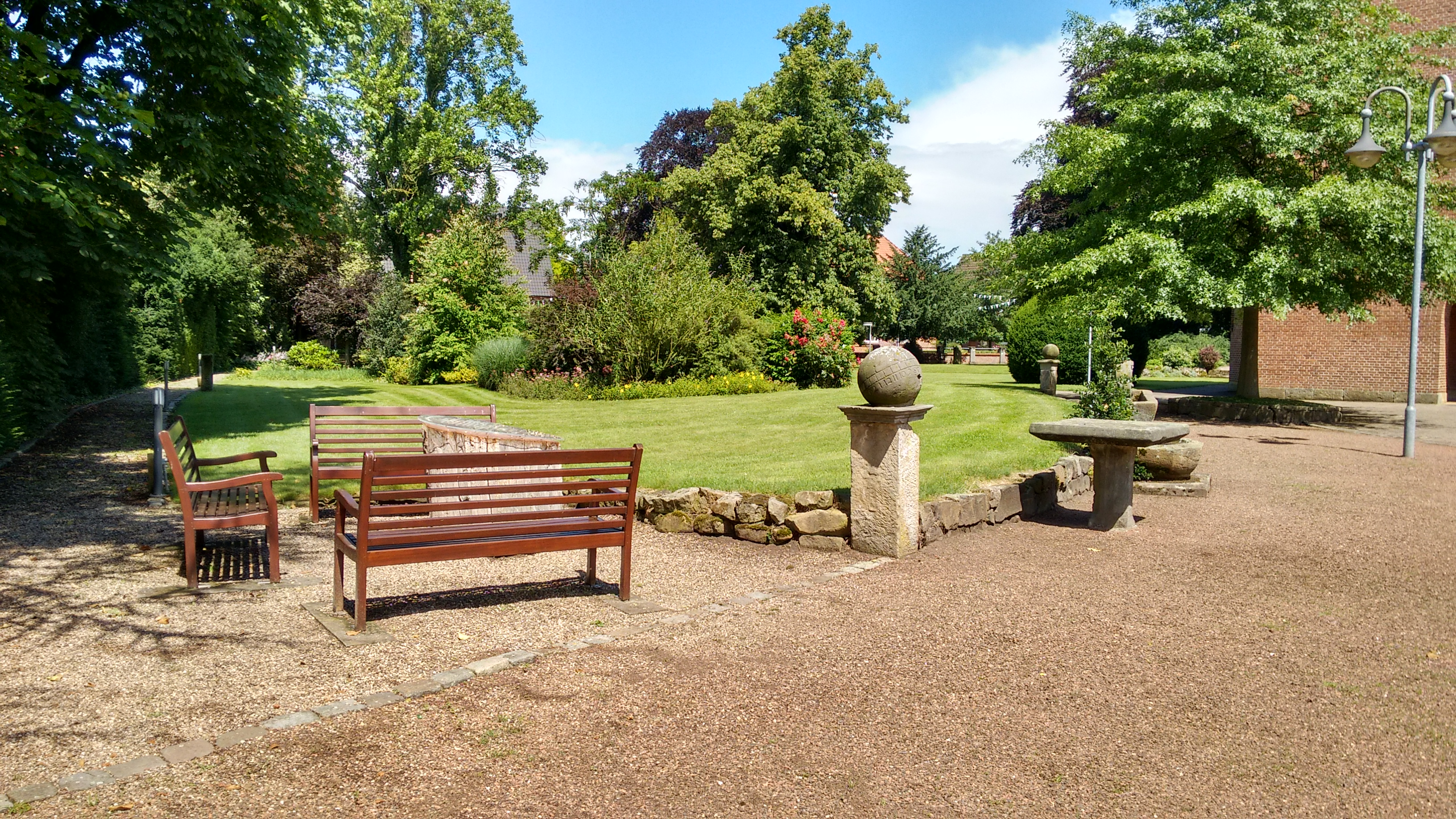
Sandsteinmonumente vor der Kirche
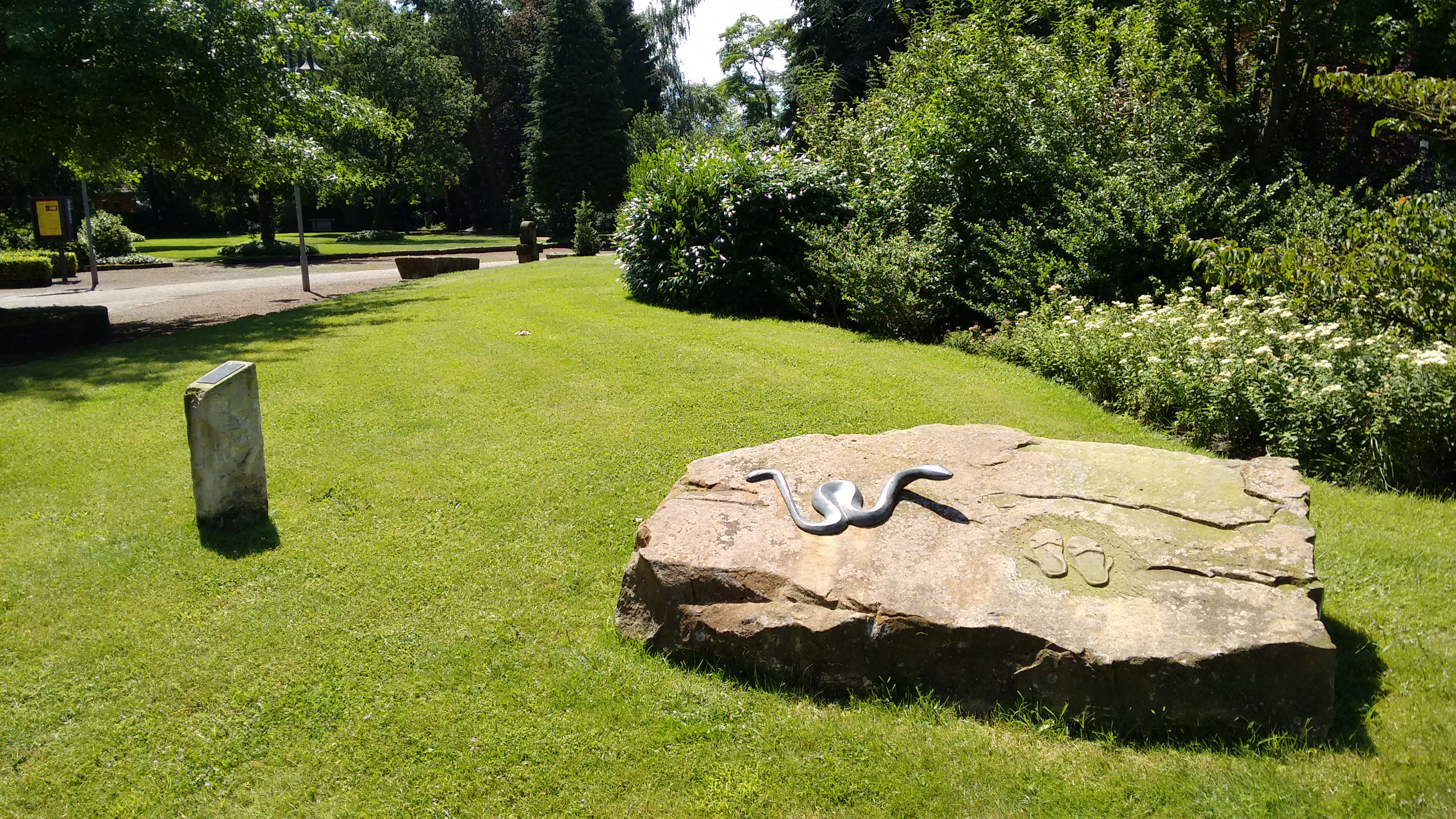
9. Station Glaubensweg

## Der Stiftsbusch
Direkt an das ehemalige Stiftsgelände schließt der sogenannte Stiftsbusch an. Dieses Waldgebiet, durch das auch der Stiftsbach fließt, war mit vielen großen Eichen früher die Holzreserve des Klosters und Stiftes Wietmarschen. Im Gebiet der Grafschaft Bentheim waren nur relativ wenige Wälder vorhanden. Im Herbst wurden die Schweine Jahr für Jahr mit Eicheln gemästet und waren eine wichtige Nahrungsquelle für die Bewohner des Stiftes. Im Stiftsbusch ist ein Siebenstern vorhanden, an dem sich sieben Wanderwege treffen, die der Überlieferung nach von den damals sieben Damen des Stifts im Jahr 1578 angelegt worden sein sollen und an deren Enden jeweils eine Edeltanne angepflanzt wurde. An diesem Siebenstern findet seit 1921 die jährliche Familienwallfahrt statt.
Die vielen Wanderwege laden auch heute noch zum Spazierengehen ein. Einige führen zum Waldfriedhof, der im Stiftsbusch gelegen ist. Ein anderer Weg führt vom Siebenstern an zwei Waldkapellen vorbei zur Wallfahrtskirche. Die erste Kapelle ist die Marienkapelle, die 1738 von der Äbtissin Anna Eleonora Sophia von Herding aus dem Hause Hiltrup an einer damaligen Brücke über den Stiftsbach, die die Wanderer über den noch von den Mönchen angelegten Acker zum Eckelkamp brachte, erbaut wurde. Die zweite Kapelle liegt in diesem Waldstück. Die Josefskapelle wurde 1740 vom Bruder der Äbtissin Ferdinand von Herding, einem Geistlichen des Stiftes St. Mauritz bei Münster, gestiftet.
Der vom Heimatverein Wietmarschen erschaffene Wanderweg der Lieder erinnert mit 10 Stationen, die an den Wanderwegen im Stiftsbusch aufgestellt wurden, an die Texte alter Volkslieder.

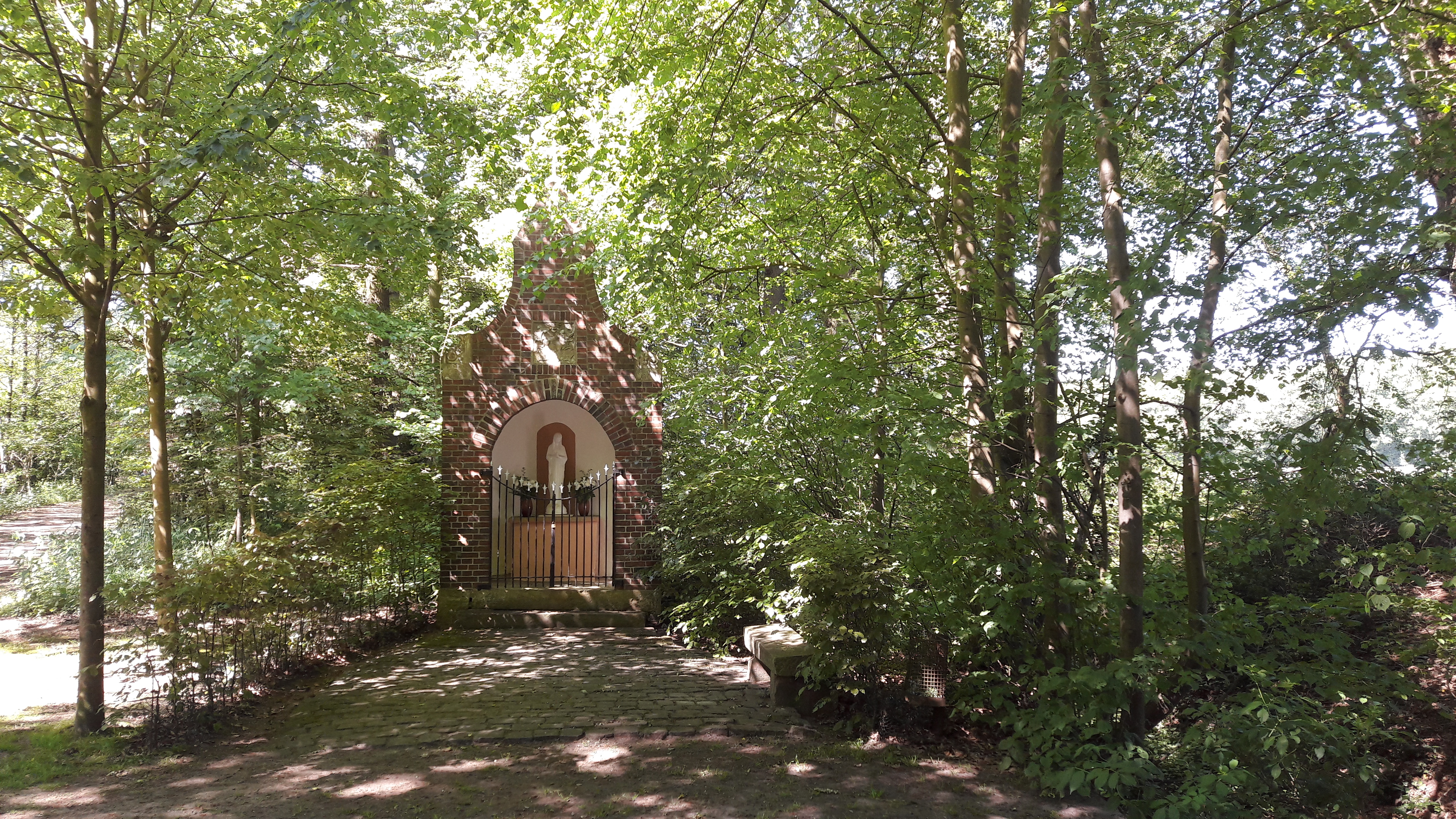
Marienkapelle im Stiftsbusch
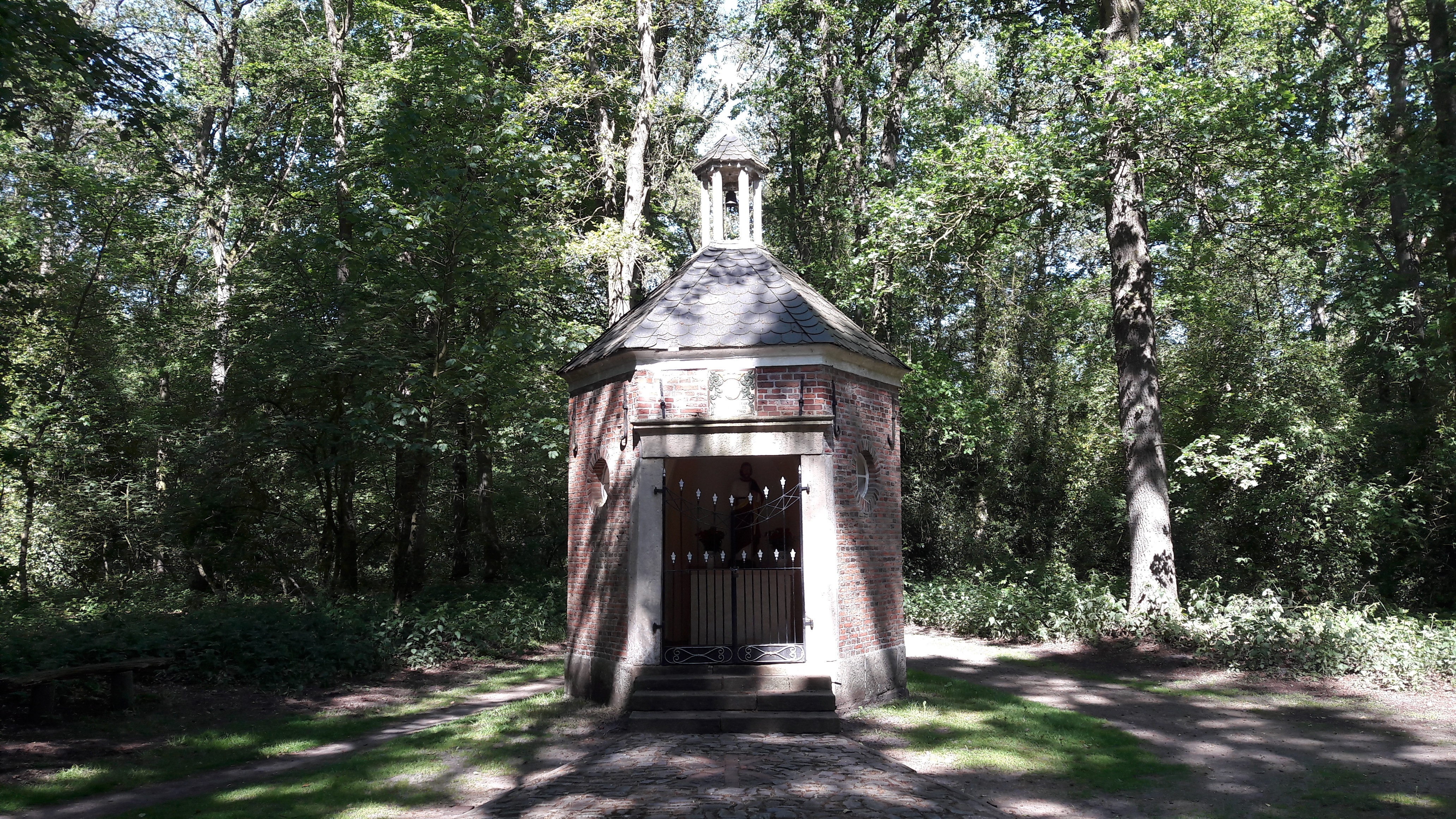
Josefskapelle im Stiftsbusch
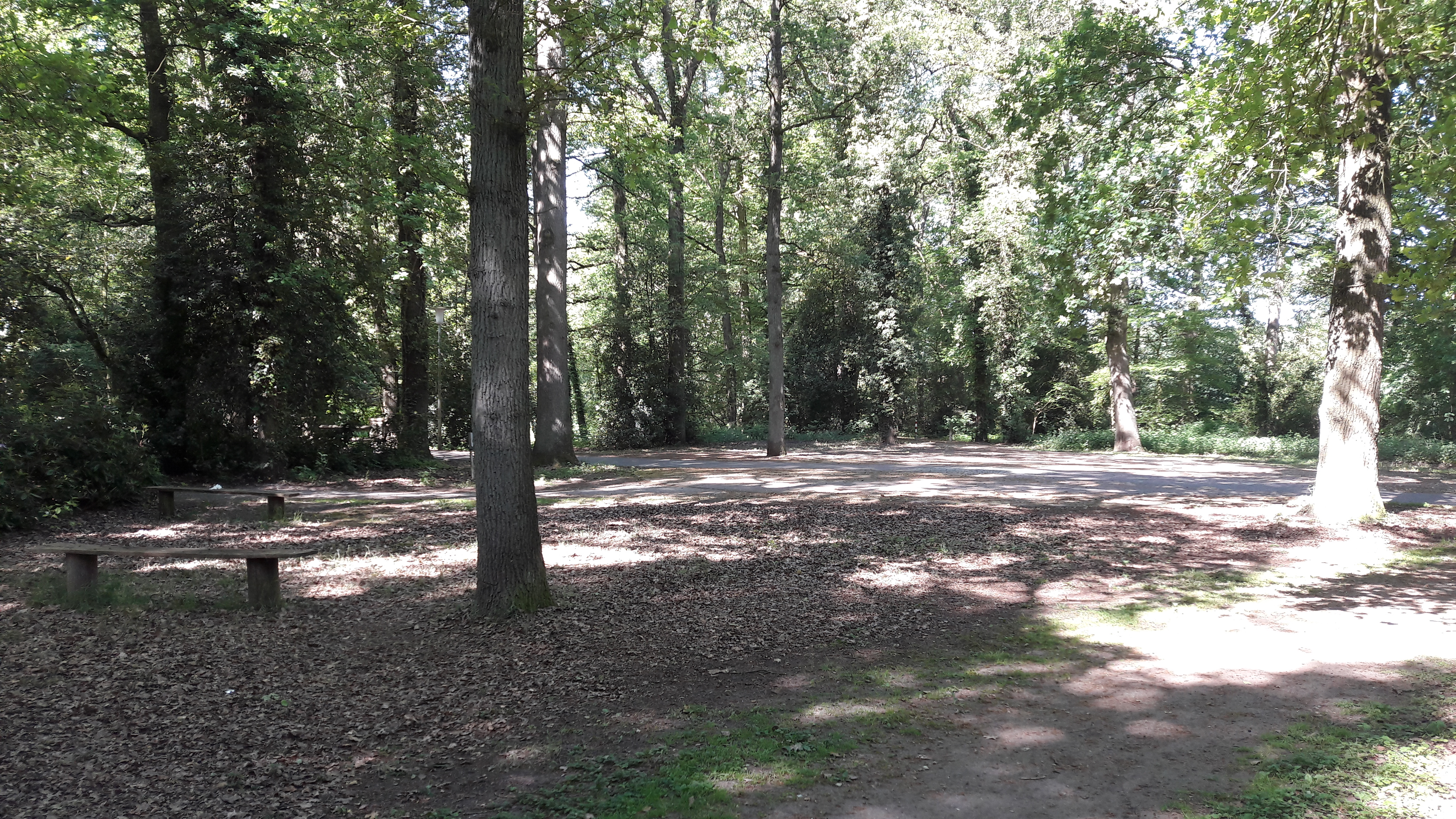
Siebenstern im Stiftsbusch
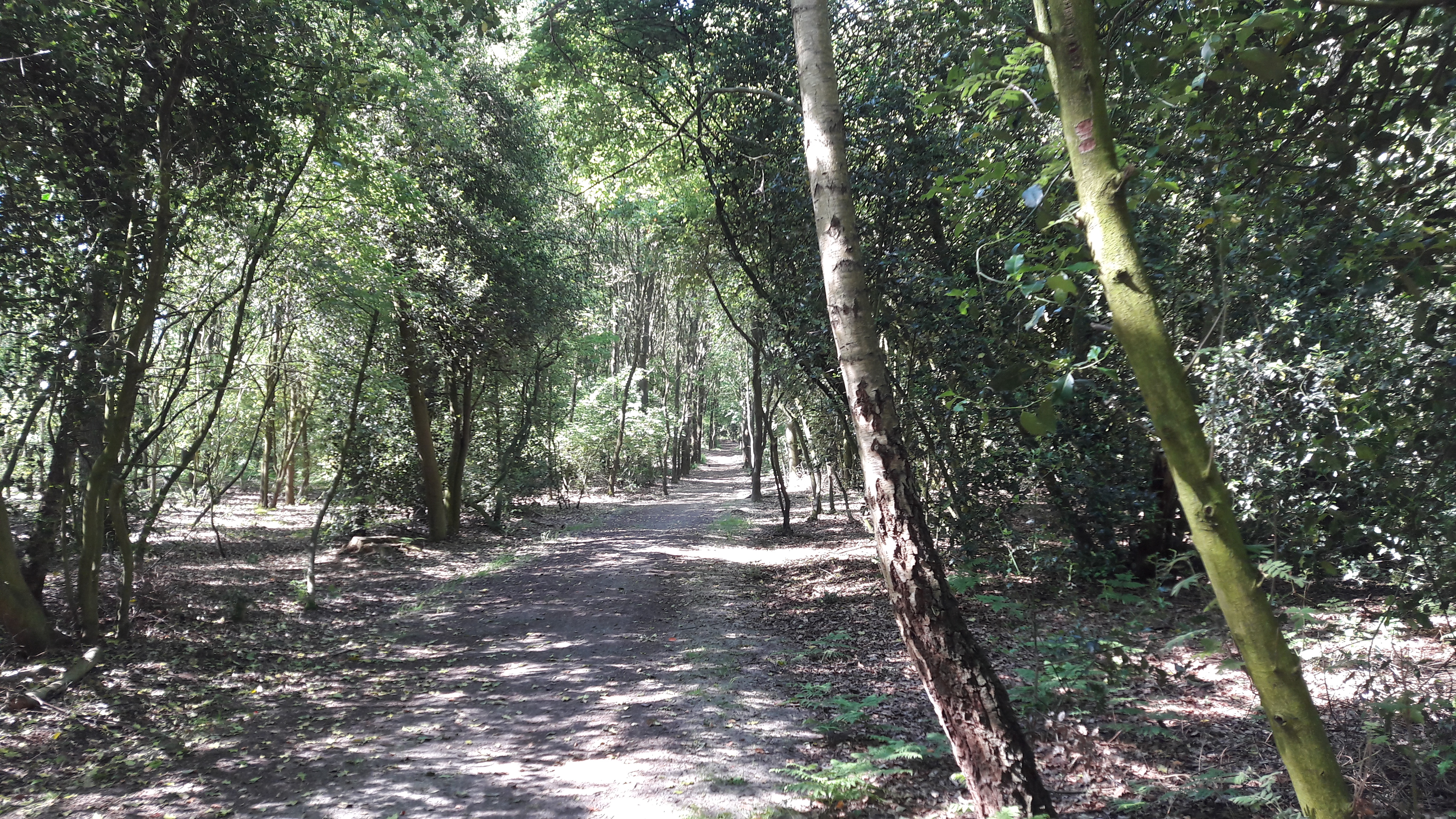
Wanderweg im Stiftsbusch